# Herkulesbrunnen

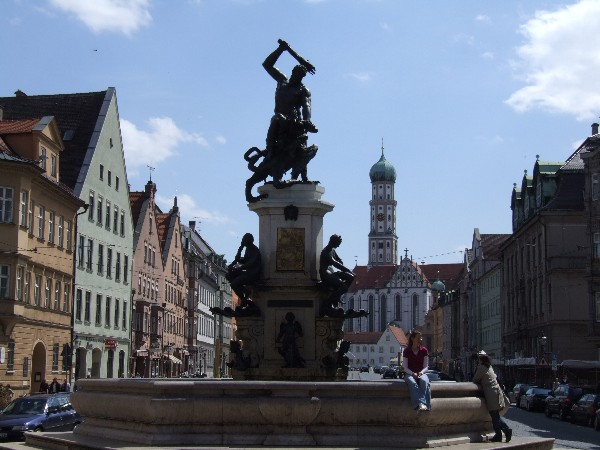
Herkulesbrunnen i Augsburg med Ulrichskirche i bakgrunden

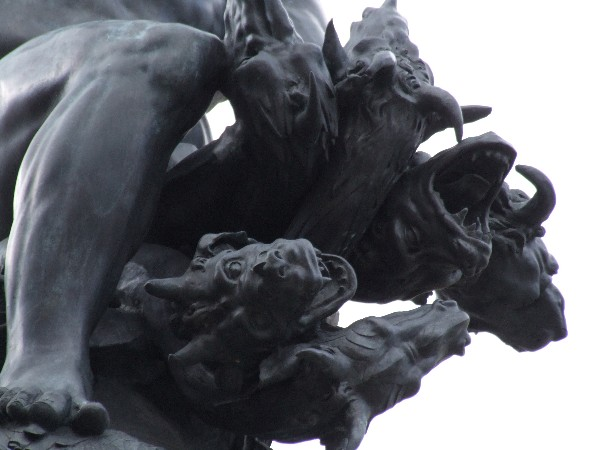
Den sjuhövdade hydran

Herkulesbrunnen är en brunn av Adriaen de Vries i Augsburg i Tyskland.

## Beskrivning
Herkulesbrunnen är en av tre stora 1500-talspraktbrunnar i Augsburg, tillsammans med Augustusbrunnen av nederländaren Hubert Gerhard och Merkuriusbrunnen av Adrien de Vries. 
Brunnen står på Maximilianstrasse, framför huvudingången till Schaezlerpalatset. Den modellerades 1597-1600 av Adriaen de Vries, göts i Augsburg och sattes upp 1602. 
Högst upp, på en trekantig pelare, står den tre meter höga bronsskulpturen Herkules som strider med draken. Under Herkules sitter tre najader. Under dem finns tre flodgudar med musslor och fiskar i händerna och mellan dem tre putti med en fasthållen gås mellan benen. Vidare finns på brunnen tre förgyllda bronsreliefer mellan de tre najaderna. Den första skildrar staden Augsburgs grundande. Den andra visar sambandet mellan Rom och Augusta Vinelicorum, namnet på det romerska Augsburg. Den tredje reliefen visar stadens gudinna.
Numera är originalen till Herkulesskulpturen och till de tre najaderna utställda inomhus på innegården till Maximilianmuseet i Augsburg och kopior uppsatta på brunnen.
Herkulesbrunnen tjänade som inspiration för Nicodemus Tessin d.y. när denne skulle koncipiera Herkulesfontänen i Drottningholms slottspark i Sverige. Tessin hade sett och beundrat brunnen i Augsburg 1673 vid sin första utlandsresa och hade då också förvärvat en unik teckning av den.

## Brunnens skulpturer

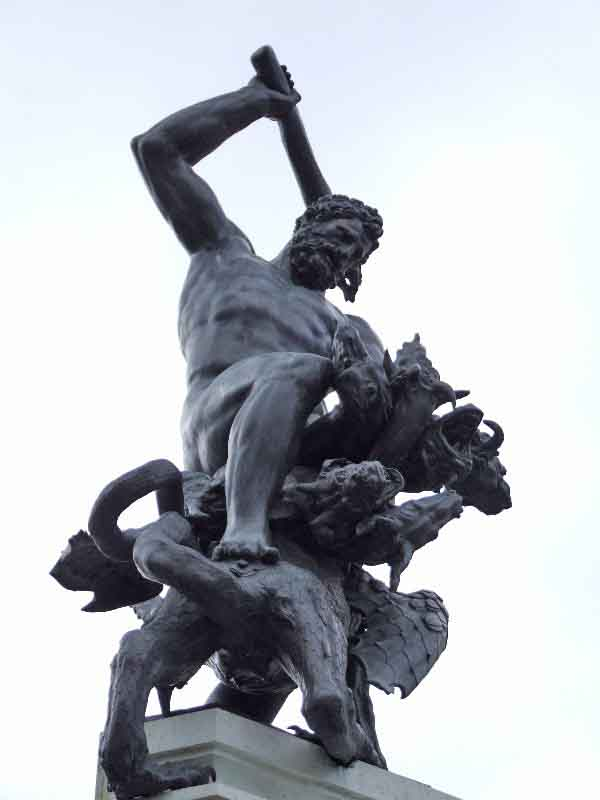
Herkules i strid med hydran
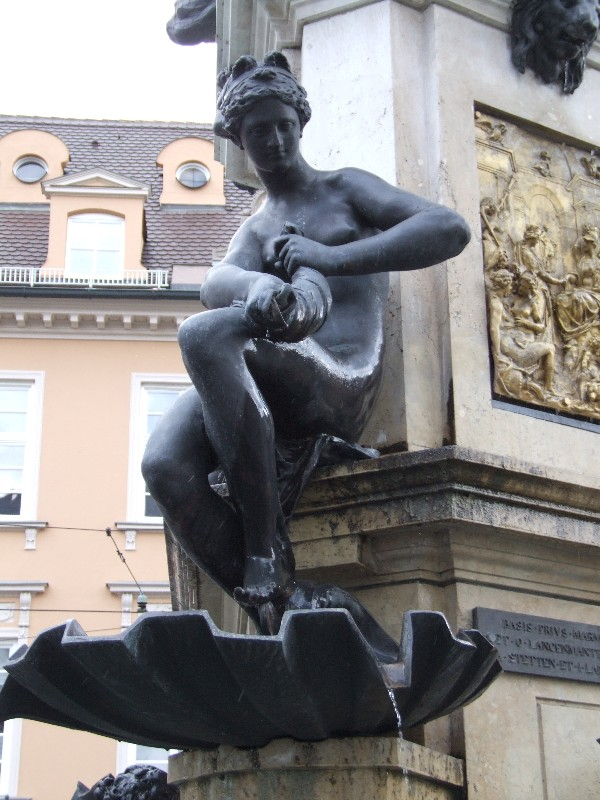
Najad som tar ut en sticka ur foten
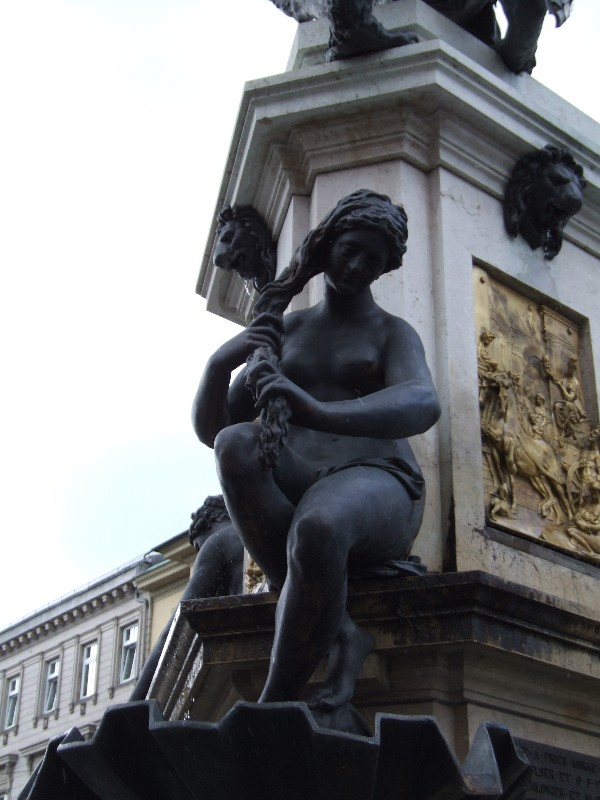
Najad som torkar vatten ur håret
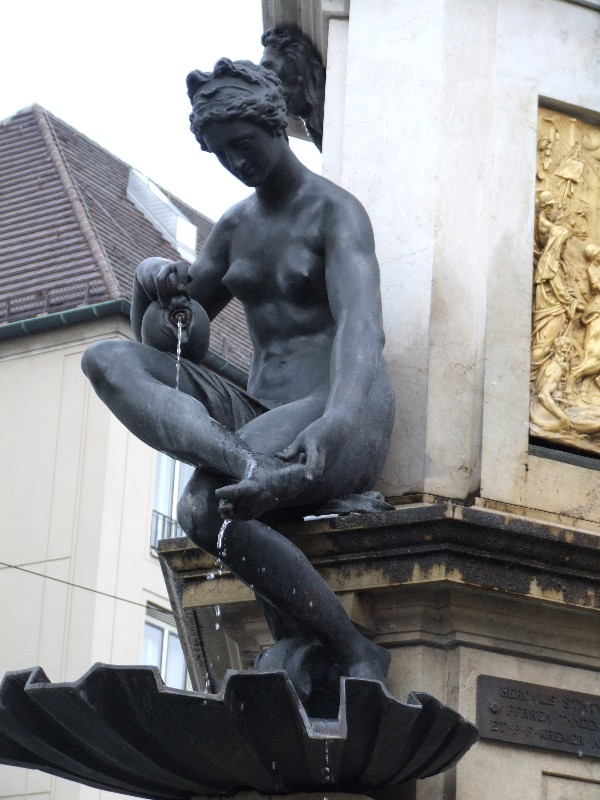
Najad som häller vatten över benen
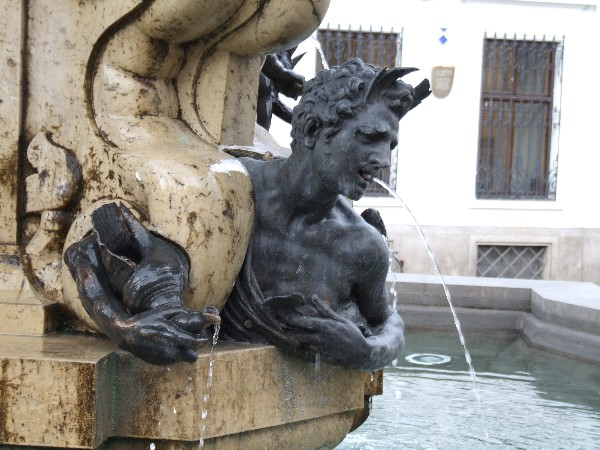
Flodgud
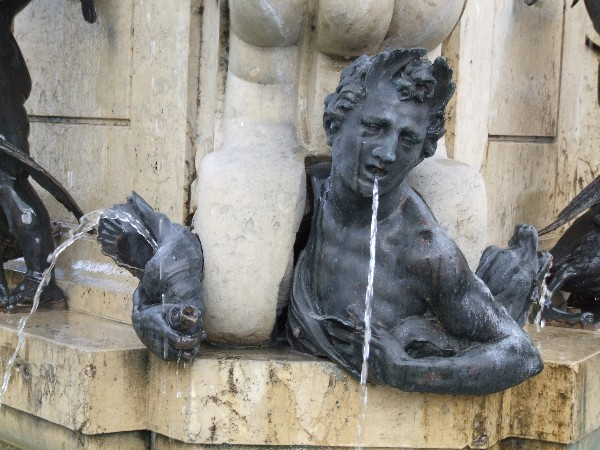
Flodgud
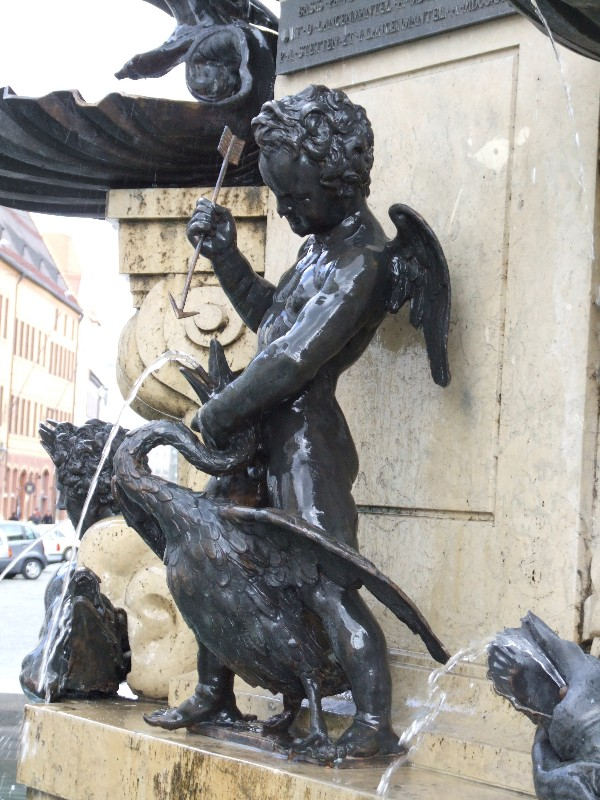
Putti med gås mellan bena
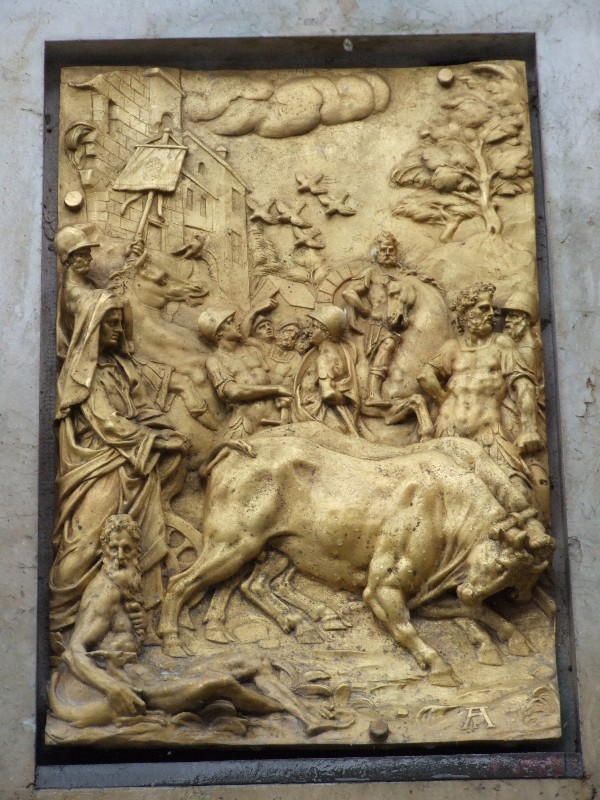
Relief med stadens grunande
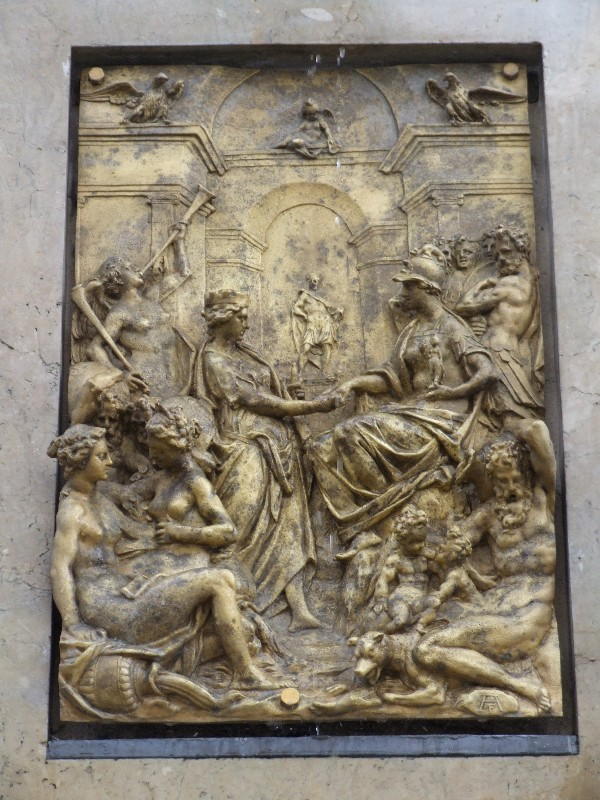
Relief om banden mellan Augsburg och Augusta Vindelicorum
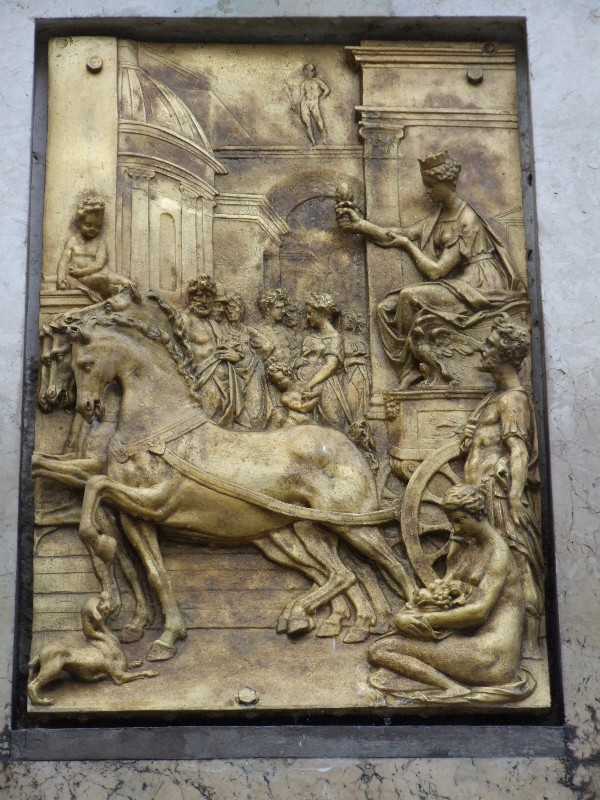
Relief med stadsgudinnan på triumfvagn